# 28305 Wangjiayi
28305 Wangjiayi è un asteroide della fascia principale. Scoperto nel 1999, presenta un'orbita caratterizzata da un semiasse maggiore pari a 2,6195180 UA e da un'eccentricità di 0,1196067, inclinata di 1,98595° rispetto all'eclittica.